# Зупраксископ
Зупра́ксископ (англ. zoopraxіscope от др.-греч. ζῷον — животное, живое + πράξις — деятельность, движение + σκοπέω — смотрю, наблюдаю) — прибор для «воспроизведения движущихся картинок» — ранний аппарат для наблюдения движущегося изображения, изобретённый Эдвардом Мейбриджем в 1879 году.

## Принцип действия
Двумя годами ранее, в 1877 году, Мейбридж на ипподроме в Калифорнии осуществил эксперимент, построив вдоль беговой дорожки специальный участок — «фотодром». С одной стороны располагалась длинная белая стена, а с другой — 12 кабин с фотоаппаратами, к затворам которых присоединялись нити, протянутые поперёк трека. Пробегающая лошадь разрывала ногами одну за другой нити, приводя в действие очередной фотоаппарат. Так получались снимки последовательных фаз движения (см. «Салли Гарднер в галопе»).
Для фотосъёмки использовался мокрый коллодионный фотопроцесс, требующий приготовления фотопластинок непосредственно перед съёмкой. Отдельные кабины для фотоаппаратов предназначались для того, чтобы 12 помощников одновременно готовили фотоматериал для съёмки. Их работа начиналась по сигнальному свистку, обеспечивая синхронную готовность. Нити затворов не всегда рвались лошадью, что приводило к опрокидыванию фотокабин вместе с операторами. Появление сухих броможелатиновых фотопластинок позволило отказаться от такого сложного устройства установки.

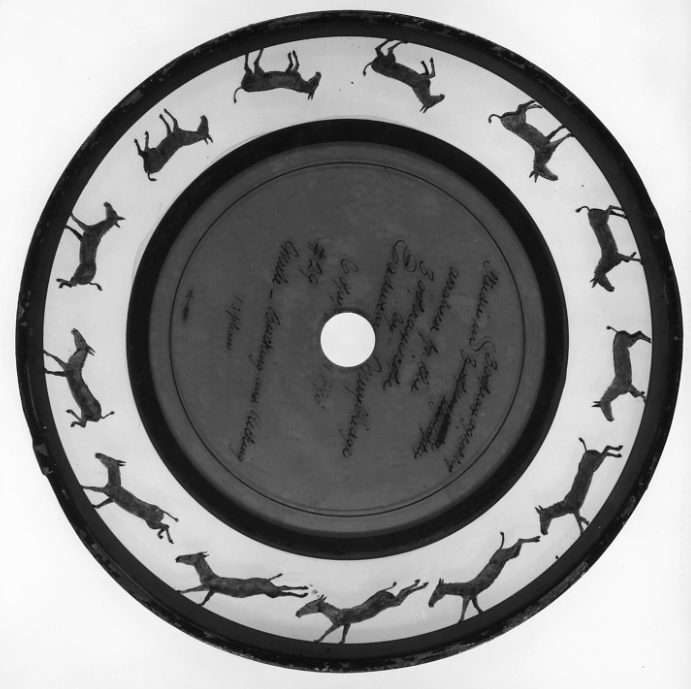
Пример диска зоопраксископа
Пример получаемой записи
Вращающийся диск аппарата
Осёл (или мул) лягается

Этот эксперимент подтолкнул Эдварда Мейбриджа к изобретению зупраксископа (сначала прибор получил название зужироскоп англ. Zoogyroscope). Устройство схоже с фенакистископом. Внутри аппарата находилась стеклянная катушка, на которой были намотаны снимки различных фаз движения людей или животных. При прокручивании катушки создавалось ощущение движения объекта в окошке устройства.
Данный аппарат послужил основой для более известного устройства — кинетоскопа, изобретённого в 1891 году Томасом Эдисоном и ставшего первым коммерческим прибором для демонстрации фильмов.